# Borough londonien de Bromley
Pour les articles homonymes, voir Bromley (homonymie).
Le borough londonien de Bromley (London Borough of Bromley ) est un borough du Grand Londres. Cette circonscription, fondée en 1965, compte plus de 298 000 habitants.
Ce borough est composé de :
- Anerley
- Beckenham
- Bickley
- Biggin Hill
- Bromley
- Bromley Common
- Chelsfield
- Chislehurst
- Downe
- Elmstead
- Farnborough
- Green Street Green
- Hayes
- Keston
- Kevington
- Mottingham (en partie)
- Orpington
- Penge
- Petts Wood
- Pratt's Bottom
- Shortlands
- Southborough
- St Mary Cray
- St Paul's Cray
- Sundridge
- West Wickham

Lors de sa création, le district de Bromley a inclus le village de Knockholt. En 1969, après les protestations par les habitants locaux, ce village est retourné au Kent.